# Foulard

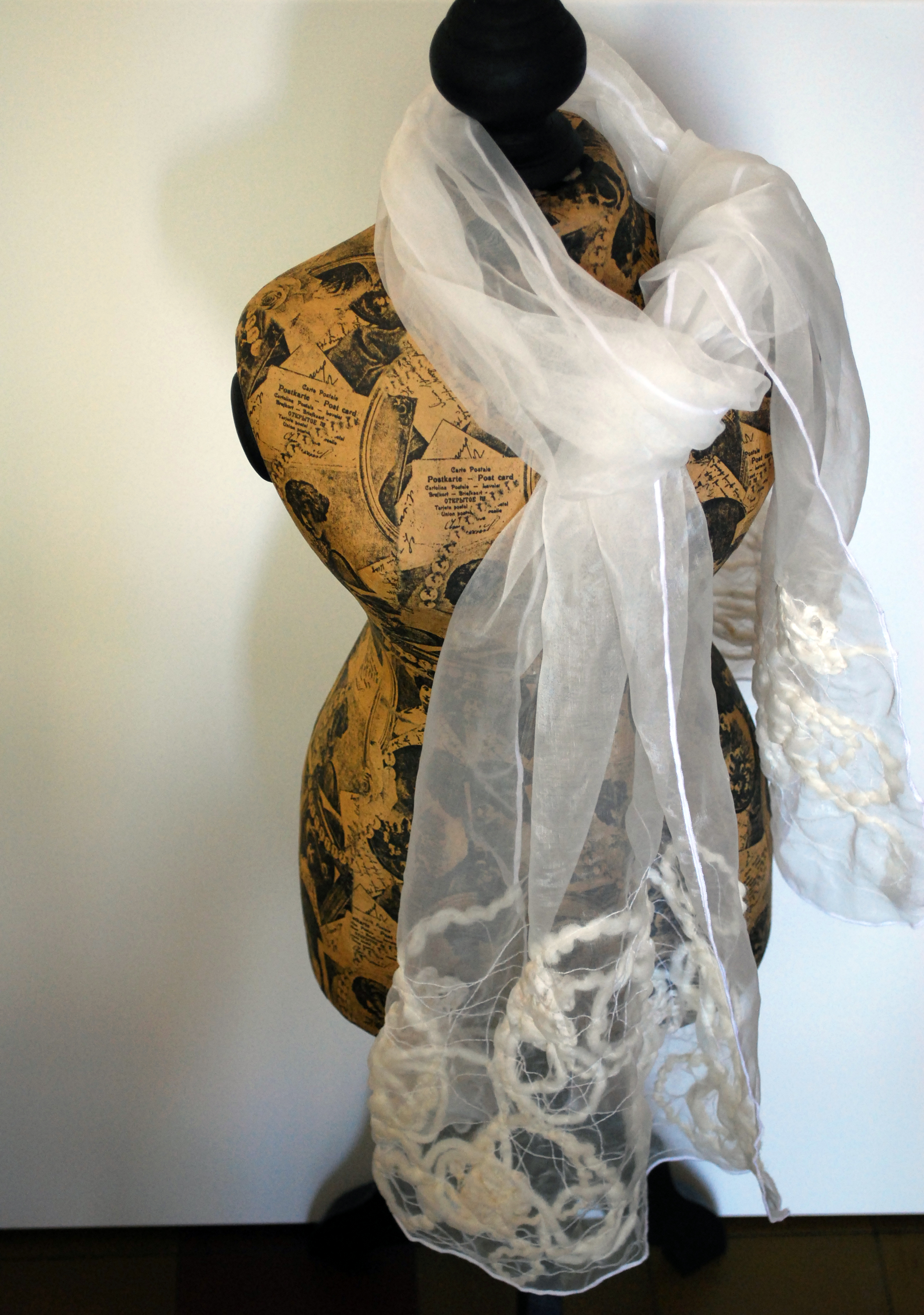
Un foulard

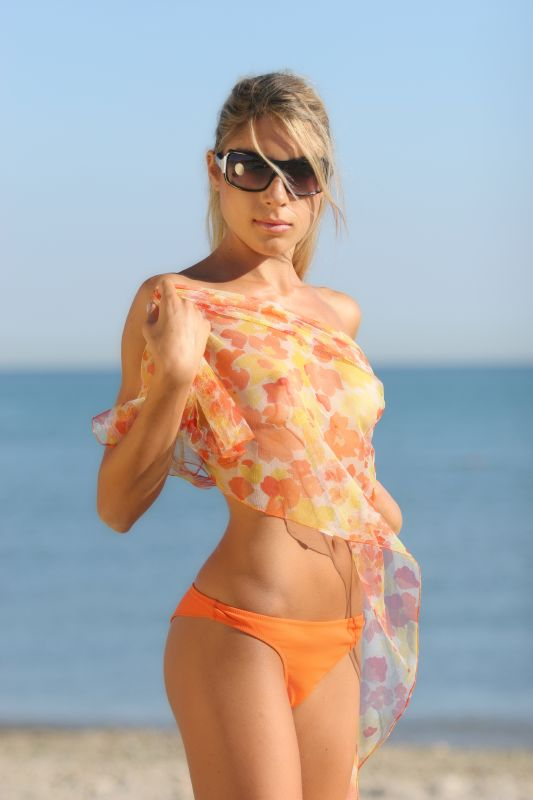
Un foulard indossato per coprire il corpo

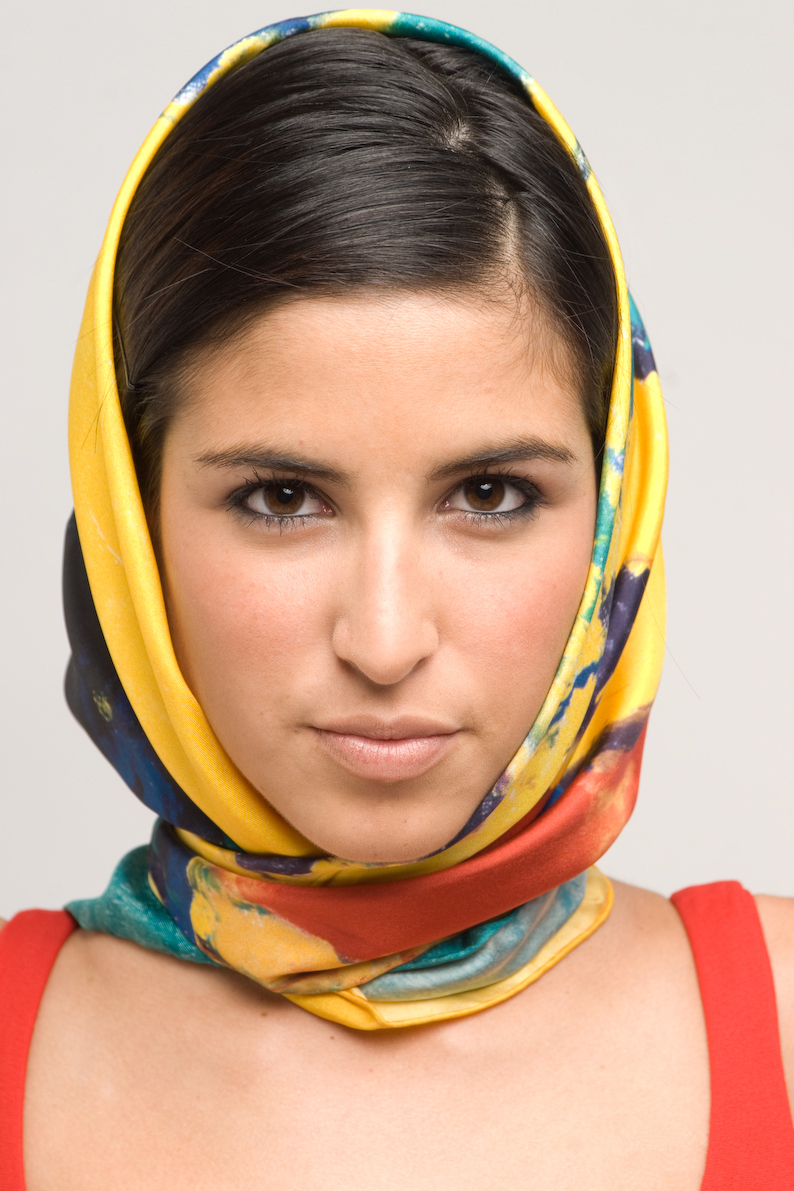
Un foulard indossato sulla testa

Il foulard è un fazzoletto, leggero e realizzato in vari materiali, seta, cotone o lana.
Nell'ambito dell'abbigliamento il loro utilizzo può essere vario. I foulard possono essere indossati sulla testa come copricapo, intorno al collo, sulle spalle, annodato al manico della borsa, come cintura o anche semplicemente infilato nel taschino della giacca, e lievemente in evidenza. Può essere di innumerevoli colori, o stampato con varie fantasie.
La parola foulard proviene dalla lingua francese, ed è il termine con il quale si indica il fazzoletto di seta.
Ha fatto parte delle collezioni di numerose case di moda prestigiose come Hermès, Dior, Saint Laurent, Chanel e Givenchy, mentre in Italia delle case di moda fiorentine Gucci e Ferragamo, oltre che di Roberta di Camerino.
Particolarmente di moda negli anni sessanta era l'abitudine di portare il foulard sulla testa ed annodato sotto al mento, e spesso abbinato ad un paio di occhiali scuri, così come usavano le attrici Audrey Hepburn, Sophia Loren e Grace Kelly, ma anche la first lady Jacqueline Kennedy Onassis.
Il foulard è sempre stato un accessorio tipicamente femminile. Ma negli ultimi anni, le case di moda più importanti, e poi, anche il resto dell'industria fashionista, hanno introdotto l'utilizzo di foulard e sciarpe particolari anche per la moda maschile. Il boom dei foulard "maschili" si è avuto nell'anno 2011, quando questo accessorio si è affermato come capo unisex.